# Algéria az 1988. évi nyári olimpiai játékokon
Algéria a dél-koreai Szöulban megrendezett 1988. évi nyári olimpiai játékok egyik részt vevő nemzete volt. Az országot az olimpián 7 sportágban 42 sportoló képviselte, akik érmet nem szereztek.

## Atlétika
Férfi
| Versenyző            | Versenyszám     | Előfutam | Előfutam | Előfutam | Negyeddöntő | Negyeddöntő | Negyeddöntő | Elődöntő | Elődöntő | Elődöntő | Döntő   | Döntő    |
| Versenyző            | Versenyszám     | Idő      | Hely.    | Össz.    | Idő         | Hely.       | Össz.       | Idő      | Hely.    | Össz.    | Idő     | Helyezés |
| -------------------- | --------------- | -------- | -------- | -------- | ----------- | ----------- | ----------- | -------- | -------- | -------- | ------- | -------- |
| Moustafa Kamel Salmi | 100 m           | 11,08    | 7.       | 86.      | kiesett     | kiesett     | kiesett     | kiesett  | kiesett  | kiesett  | kiesett | kiesett  |
| Moustafa Kamel Salmi | 200 m           | 21,24    | 5.       | 28.      | 21,26       | 7.          | 25.         | kiesett  | kiesett  | kiesett  | kiesett | kiesett  |
| Réda Abdenouz        | 800 m           | 1:47,67  | 4.       | 16.      | 1:46,97     | 4.          | 22.         | 1:45,95  | 7.       | 13.      | kiesett | kiesett  |
| Ahmed Bel Kessam     | 800 m           | 1:47,96  | 5.       | 21.      | 1:46,93     | 5.          | 21.         | kiesett  | kiesett  | kiesett  | kiesett | kiesett  |
| Rachid Kram          | 1500 m          | 3:39,90  | 6.       | 6.       |             |             |             | 3:41,39  | 9.       | 18.      | kiesett | kiesett  |
| Allaoua Khellil      | Maraton         |          |          |          |             |             |             |          |          |          | 2:21:12 | 35.      |
| Noureddine Tadjine   | 110 m gát       | 14,36    | 5.       | 28.      | 14,35       | 8.          | 28.         | kiesett  | kiesett  | kiesett  | kiesett | kiesett  |
| Azzedine Brahmi      | 3000 m akadály  | 8:35,59  | 3.       | 10.      |             |             |             | 8:16,54  | 1.       | 4.       | 8:26,68 | 13.      |
| Abdel Wahab Ferguene | 20 km gyaloglás |          |          |          |             |             |             |          |          |          | 1:26:33 | 32.      |
| Mohamed Bouhalla     | 20 km gyaloglás |          |          |          |             |             |             |          |          |          | 1:27:10 | 34.      |

| Versenyző    | Versenyszám   | Selejtező | Selejtező | Döntő    | Döntő    |
| Versenyző    | Versenyszám   | Eredmény  | Helyezés  | Eredmény | Helyezés |
| ------------ | ------------- | --------- | --------- | -------- | -------- |
| Lotfi Khaïda | Távolugrás    | 710 cm    | 29.       | kiesett  | kiesett  |
| Lotfi Khaïda | Hármasugrás   | 15,68 m   | 30.       | kiesett  | kiesett  |
| Hakim Toumi  | Kalapácsvetés | 65,78 m   | 26.       | kiesett  | kiesett  |

Női
| Versenyző         | Versenyszám | Előfutam | Előfutam | Előfutam | Elődöntő | Elődöntő | Elődöntő | Döntő   | Döntő    |
| Versenyző         | Versenyszám | Idő      | Hely.    | Össz.    | Idő      | Hely.    | Össz.    | Idő     | Helyezés |
| ----------------- | ----------- | -------- | -------- | -------- | -------- | -------- | -------- | ------- | -------- |
| Hassiba Boulmerka | 800 m       | 2:03,33  | 5.       | 19.      | kiesett  | kiesett  | kiesett  | kiesett | kiesett  |
| Hassiba Boulmerka | 1500 m      | 4:08,33  | 9.       | 14.      |          |          |          | kiesett | kiesett  |

## Cselgáncs
| Versenyző       | Versenyszám | Csoport | Selejtező                                 | 32-es főtábla                        | Nyolcaddöntő                  | Negyeddöntő       | Elődöntő          | Vigaszág nyolcaddöntő | Vigaszág negyeddöntő | Vigaszág elődöntő | Bronz- mérkőzés   | Döntő             | Helyezés |
| Versenyző       | Versenyszám | Csoport | Ellenfél Eredmény                         | Ellenfél Eredmény                    | Ellenfél Eredmény             | Ellenfél Eredmény | Ellenfél Eredmény | Ellenfél Eredmény     | Ellenfél Eredmény    | Ellenfél Eredmény | Ellenfél Eredmény | Ellenfél Eredmény | Helyezés |
| --------------- | ----------- | ------- | ----------------------------------------- | ------------------------------------ | ----------------------------- | ----------------- | ----------------- | --------------------- | -------------------- | ----------------- | ----------------- | ----------------- | -------- |
| Ali Idir        | Légsúly     | A       | erőnyerő                                  | Phil Takahashi (CAN) · 1010–0000     | Csák József (HUN) · 0000–0004 | kiesett           | kiesett           |                       |                      |                   |                   |                   | 14.      |
| Meziane Dahmani | Harmatsúly  | B       | Drago Bećanović (YUG) · 0000–0000 (bírói) | kiesett                              | kiesett                       | kiesett           | kiesett           |                       |                      |                   |                   |                   | 34.      |
| Mohamed Meridja | Könnyűsúly  | B       | erőnyerő                                  | Joaquín Ruiz (ESP) · 0000–0011       | kiesett                       | kiesett           | kiesett           |                       |                      |                   |                   |                   | 19.*     |
| Riad Chibani    | Középsúly   | B       | erőnyerő                                  | William Medina (COL) · 0110–0000     | Fabien Canu (FRA) · 0000–0002 | kiesett           | kiesett           |                       |                      |                   |                   |                   | 13.      |
| Boualem Miloudi | Nehézsúly   | A       |                                           | Stefano Venturelli (ITA) · 0000–1000 | kiesett                       | kiesett           | kiesett           |                       |                      |                   |                   |                   | 19.      |

* - Az A csoportban szereplő, eredetileg bronzérmes brit Kerrith Brownt utólag kizárták, ezért Meridja a 20. helyett a 19. helyen végzett.

## Kerékpározás

### Országúti kerékpározás
Férfi
| Versenyző     | Versenyszám   | Idő              | Helyezés |
| ------------- | ------------- | ---------------- | -------- |
| Mohamed Mir   | Mezőnyverseny | 4:32:56 (+0:34)  | 39.      |
| Sebti Benzine | Mezőnyverseny | 4:43:15 (+10:53) | 96.      |

## Kézilabda

### Férfi
| Algériai férfi kézilabdacsapat-játékoskeret | Algériai férfi kézilabdacsapat-játékoskeret                                                                                           |
| --- | --- |
| - Abdelhak Bouhalissa - Abdel Salem Ben Magh Soula - Ben Ali Beghouach - Brahim Bourdrali - Abu Sofiane Draouci - Fethnour Lacheheb - Kamel Ouchia | - Mahmoud Bouanik - Mourad Boussebt - Omar Azzeb - Salah Bouchekriou - Zineddine Mohamed Seghir - Ahcen Djeffal - Makhlouf Ait Hocine |

#### Eredmények
Csoportkör
A csoport
| Csapat                 | M | Gy | D | V | G+  | G–  | Gk  | P  |
| ---------------------- | - | -- | - | - | --- | --- | --- | -- |
| Szovjetunió (URS)      | 5 | 5  | 0 | 0 | 130 | 82  | +48 | 10 |
| Jugoszlávia (YUG)      | 5 | 3  | 1 | 1 | 116 | 111 | +5  | 7  |
| Svédország (SWE)       | 5 | 3  | 0 | 2 | 106 | 91  | +15 | 6  |
| Izland (ISL)           | 5 | 2  | 1 | 2 | 96  | 102 | –6  | 5  |
| Algéria (ALG)          | 5 | 1  | 0 | 4 | 89  | 109 | –20 | 2  |
| Egyesült Államok (USA) | 5 | 0  | 0 | 5 | 83  | 125 | –42 | 0  |

| 1988. szeptember 20. 14:00 | Svédország (SWE) | 21–18 | Algéria (ALG) |  |
| 1988. szeptember 20. 14:00 | (14– 9)          |       |               |  |
| 1988. szeptember 20. 14:00 |                  |       |               |  |

| 1988. szeptember 22. 18:00 | Izland (ISL) | 22–16 | Algéria (ALG) |  |
| 1988. szeptember 22. 18:00 | (11– 8)      |       |               |  |
| 1988. szeptember 22. 18:00 |              |       |               |  |

| 1988. szeptember 24. 10:00 | Jugoszlávia (YUG) | 23–22 | Algéria (ALG) |  |
| 1988. szeptember 24. 10:00 | (10–11)           |       |               |  |
| 1988. szeptember 24. 10:00 |                   |       |               |  |

| 1988. szeptember 26. 18:00 | Szovjetunió (URS) | 26–13 | Algéria (ALG) |  |
| 1988. szeptember 26. 18:00 | (13–5)            |       |               |  |
| 1988. szeptember 26. 18:00 |                   |       |               |  |

| 1988. szeptember 28. 10:00 | Egyesült Államok (USA) | 17–20 | Algéria (ALG) |  |
| 1988. szeptember 28. 10:00 | (8–10)                 |       |               |  |
| 1988. szeptember 28. 10:00 |                        |       |               |  |

A 9. helyért
| 1988. szeptember 30. 11:30 | Algéria (ALG) | 15–21 | Spanyolország (ESP) |  |
| 1988. szeptember 30. 11:30 | (6–11)        |       |                     |  |
| 1988. szeptember 30. 11:30 |               |       |                     |  |

| Csapat        | Helyezés |
| ------------- | -------- |
| Algéria (ALG) | 10.      |

## Ökölvívás
| Versenyző          | Versenyszám   | Selejtező                     | 32-es főtábla                 | Nyolcaddöntő                     | Negyeddöntő              | Elődöntő          | Döntő             | Helyezés |
| Versenyző          | Versenyszám   | Ellenfél Eredmény             | Ellenfél Eredmény             | Ellenfél Eredmény                | Ellenfél Eredmény        | Ellenfél Eredmény | Ellenfél Eredmény | Helyezés |
| ------------------ | ------------- | ----------------------------- | ----------------------------- | -------------------------------- | ------------------------ | ----------------- | ----------------- | -------- |
| Yacine Sheikh      | Papírsúly     | Donald Martínez (ESA) · 0:5   | kiesett                       | kiesett                          | kiesett                  | kiesett           | kiesett           | 33.      |
| Benaissa Abed      | Légsúly       | erőnyerő                      | Aissa Moukrim (MAR) · 3:2     | Emmanuel Nsubuga (UGA) · 3:2     | Andreas Tews (GDR) · 0:5 | kiesett           | kiesett           | 5.       |
| Slimane Zengli     | Harmatsúly    | Manuel Gomes (ANG) · 5:0      | Joilson Santana (BRA) · 5:0   | Alekszandr Artyemjev (URS) · 0:5 | kiesett                  | kiesett           | kiesett           | 9.       |
| Azzedine Saïd      | Könnyűsúly    | Lameck Mbao (ZAM) · KO        | Shakes Kubuitsile (BOT) · RSC | Mohamed Hegazi (EGY) · 0:5       | kiesett                  | kiesett           | kiesett           | 9.       |
| Noureddine Meziane | Nagyváltósúly | Abrar Hussain Syed (PAK) · KO | kiesett                       | kiesett                          | kiesett                  | kiesett           | kiesett           | 33.      |
| Ahmed Dine         | Középsúly     | erőnyerő                      | Füzesy Zoltán (HUN) · 0:5     | kiesett                          | kiesett                  | kiesett           | kiesett           | 17.      |

RSC – a mérkőzésvezető megállította a mérkőzést

## Súlyemelés
| Versenyző       | Versenyszám | Szakítás | Szakítás | Lökés    | Lökés    | Összesen | Helyezés |
| Versenyző       | Versenyszám | Eredmény | Helyezés | Eredmény | Helyezés | Összesen | Helyezés |
| --------------- | ----------- | -------- | -------- | -------- | -------- | -------- | -------- |
| Azzedine Basbas | 56 kg       | 107,5    | 9.       | 137,5    | 8.       | 245,0    | 10.      |
| Omar Yousfi     | 110 kg      | 140,0    | 16.      | 170,0    | 14.      | 310,0    | 14.      |

## Tenisz
Női
| Versenyző       | Versenyszám | 64-es főtábla                        | 32-es főtábla     | Nyolcaddöntő      | Negyeddöntő       | Elődöntő          | Döntő             | Helyezés |
| Versenyző       | Versenyszám | Ellenfél Eredmény                    | Ellenfél Eredmény | Ellenfél Eredmény | Ellenfél Eredmény | Ellenfél Eredmény | Ellenfél Eredmény | Helyezés |
| --------------- | ----------- | ------------------------------------ | ----------------- | ----------------- | ----------------- | ----------------- | ----------------- | -------- |
| Oarda Bouchabou | Egyes       | Tine Scheuer-Larsen (DEN) · 0–6, 1–6 | kiesett           | kiesett           | kiesett           | kiesett           | kiesett           | 33.      |